# Retourne
Pour les articles homonymes, voir Retourne (homonymie).
La Retourne est une rivière française, affluent de l'Aisne en rive gauche. Elle traverse principalement le département des Ardennes avant de finir sa course dans celui de l'Aisne, dans les deux anciennes régions Champagne-Ardenne et Picardie, donc dans les deux régions Grand-Est et Hauts-de-France.

## Géographie

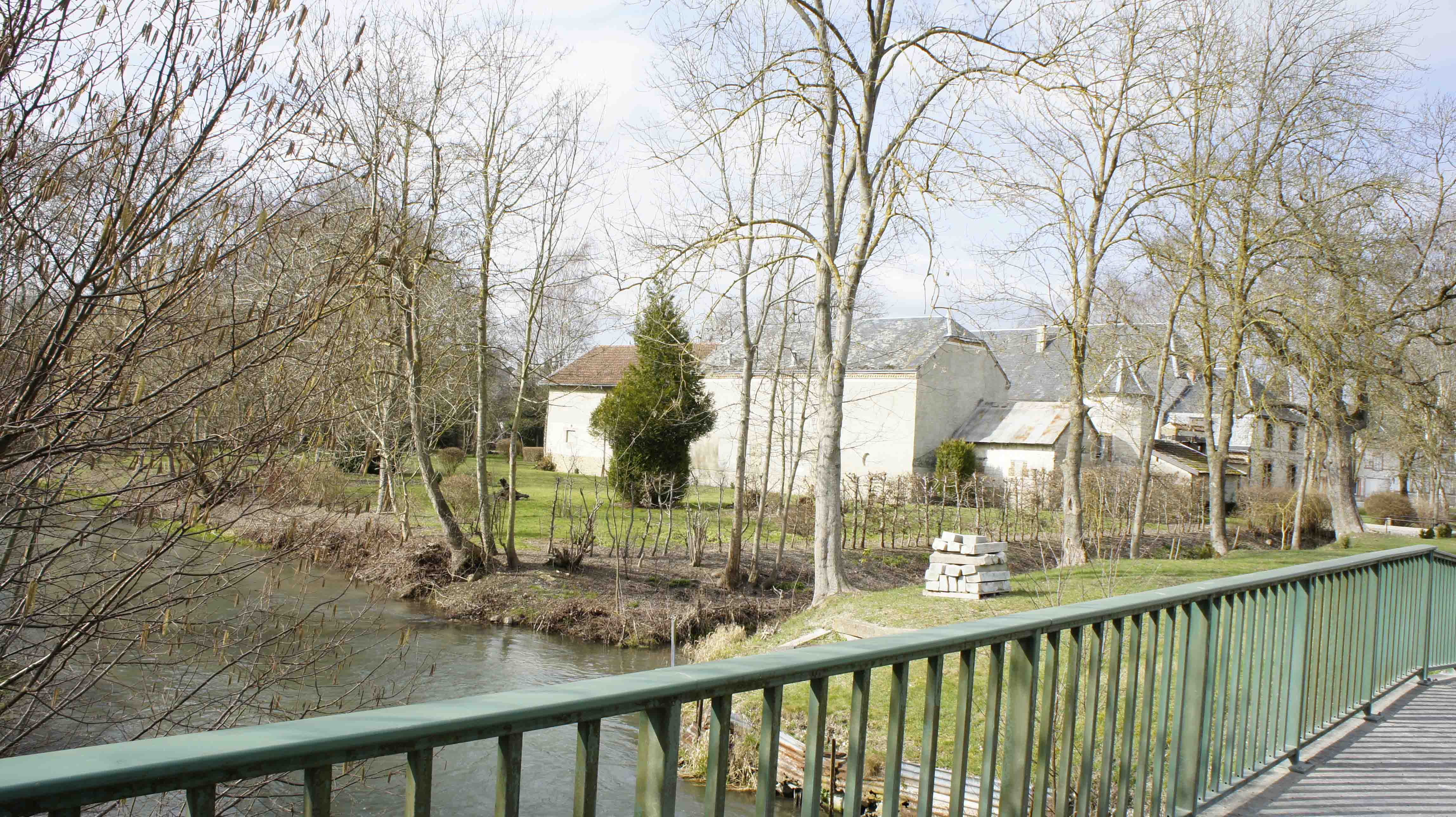
La Retourne à Roizy.

D'une longueur de 45,4 km, la Retourne prend naissance dans la petite localité de Leffincourt, à 118 m d'altitude, dans la partie méridionale du département des Ardennes, en Champagne crayeuse.
Elle s'oriente rapidement vers l'ouest et maintient cette direction tout au long de son parcours de plus 45 kilomètres  coulant ainsi plus ou moins parallèlement à l'Aisne, mais plus au sud.
Elle conflue avec cette dernière à Neufchâtel-sur-Aisne, 57 m d'altitude. Elle ne traverse pas de localités importantes.

### Communes et cantons traversés
Dans les deux départements des Ardennes et de l'Aisne, la Retourne traverse les dix-huit communes suivantes, de l'amont vers l'aval, de Leffincourt (source), Dricourt, Mont-Saint-Remy, Ville-sur-Retourne, Bignicourt, Juniville, Alincourt, Neuflize, Le Châtelet-sur-Retourne, Bergnicourt, Saint-Remy-le-Petit, L'Écaille, Roizy, Sault-Saint-Remy, Houdilcourt, Poilcourt-Sydney, Brienne-sur-Aisne, Neufchâtel-sur-Aisne (confluence).
Soit en termes de cantons, la Retourne prend source dans le canton d'Attigny, traverse les canton de Château-Porcien
conflue dans le canton de Guignicourt, le tout dans les arrondissements de Vouziers, de Rethel et de Laon.

### Bassin versant
La Retourne traverse une seule zone hydrographique La Retourne de sa source au confluent de l'Aisne (exclu) (H136) de 335 km2 de superficie. Ce bassin versant est constitué à 93,40 % de « territoires agricoles », à 4,51 % de « forêts et milieux semi-naturels », à 2,08 % de « territoires artificialisés ».

## Affluents
La Retourne a neuf tronçons affluents référencés :
- le ruisseau de Saint-Lambert (rd), 3,2 km sur les trois communes de Pauvres (source), Ville-sur-Retourne, Mont-Saint-Remy (confluence).
- le ruisseau des Pans (rd) 2,1 km sur la seule commune de Juniville.
- deux bras de la Retourne, de Neuflize au Châtelet-sur-Retourne.
- le Pilot (rd), 2,9 km sur les deux communes de Tagnon (source) et Le Châtelet-sur-Retourne (confluence).
- le ruisseau de la Wassigneau (rd), 5,6 km sur les deux communes de Roizy (confluence) et Saint-Loup-en-Champagne (source).
- le Bras des Hamelles (rg), 1 km sur les deux communes de Sault-Saint-Remy (confluence) et Roizy (origine).
- le canal latéral à l'Aisne, 52,5 km sur vingt-trois communes et avec huit affluents.
- un bras de la Retourne, 0,6 km sur les deux communes de Neufchâtel-sur-Aisne (confluence) et Brienne-sur-Aisne (source).

Donc son rang de Strahler est de deux.

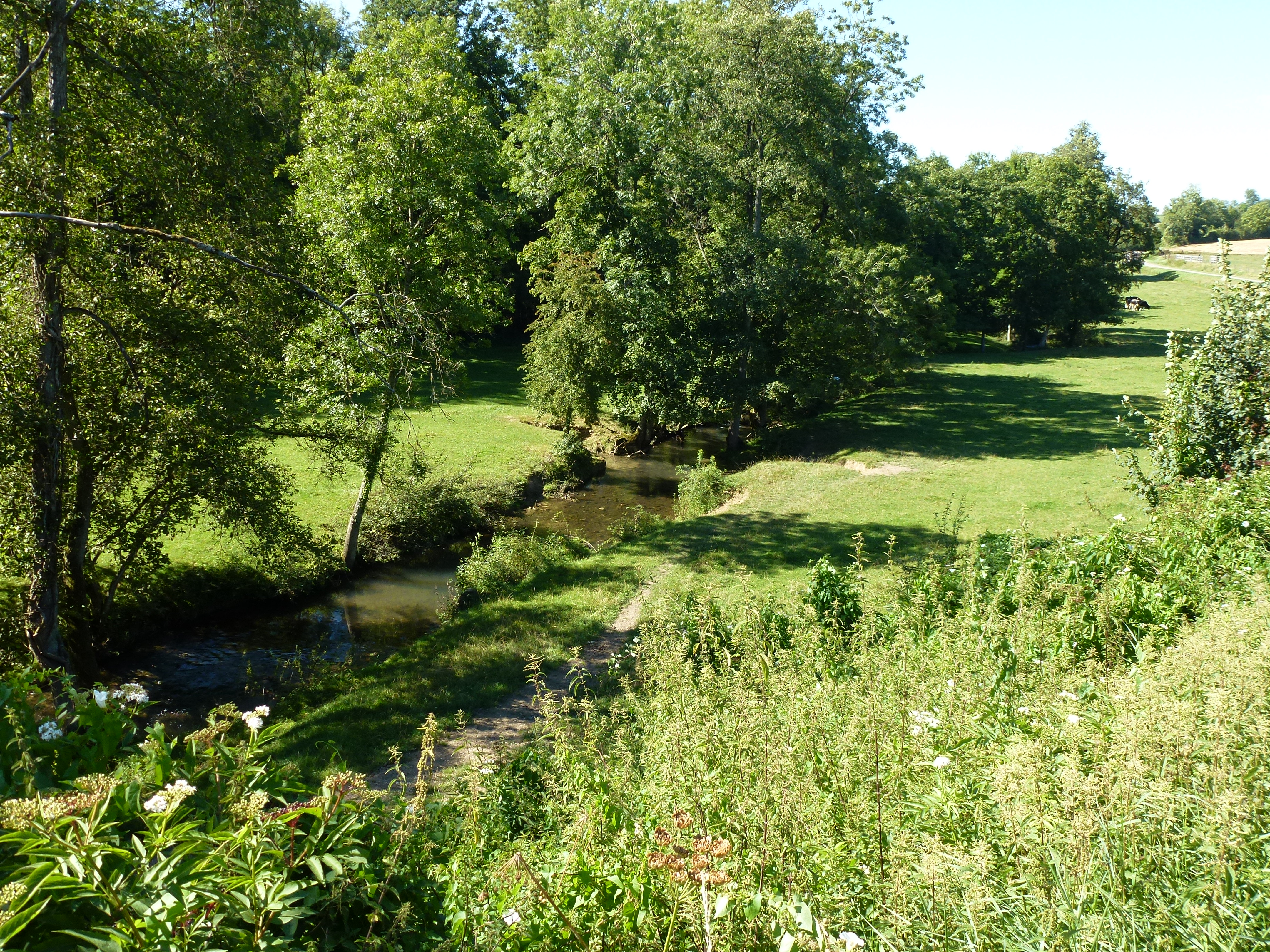
Le ruisseau de Saint-Lambert à Guincourt.
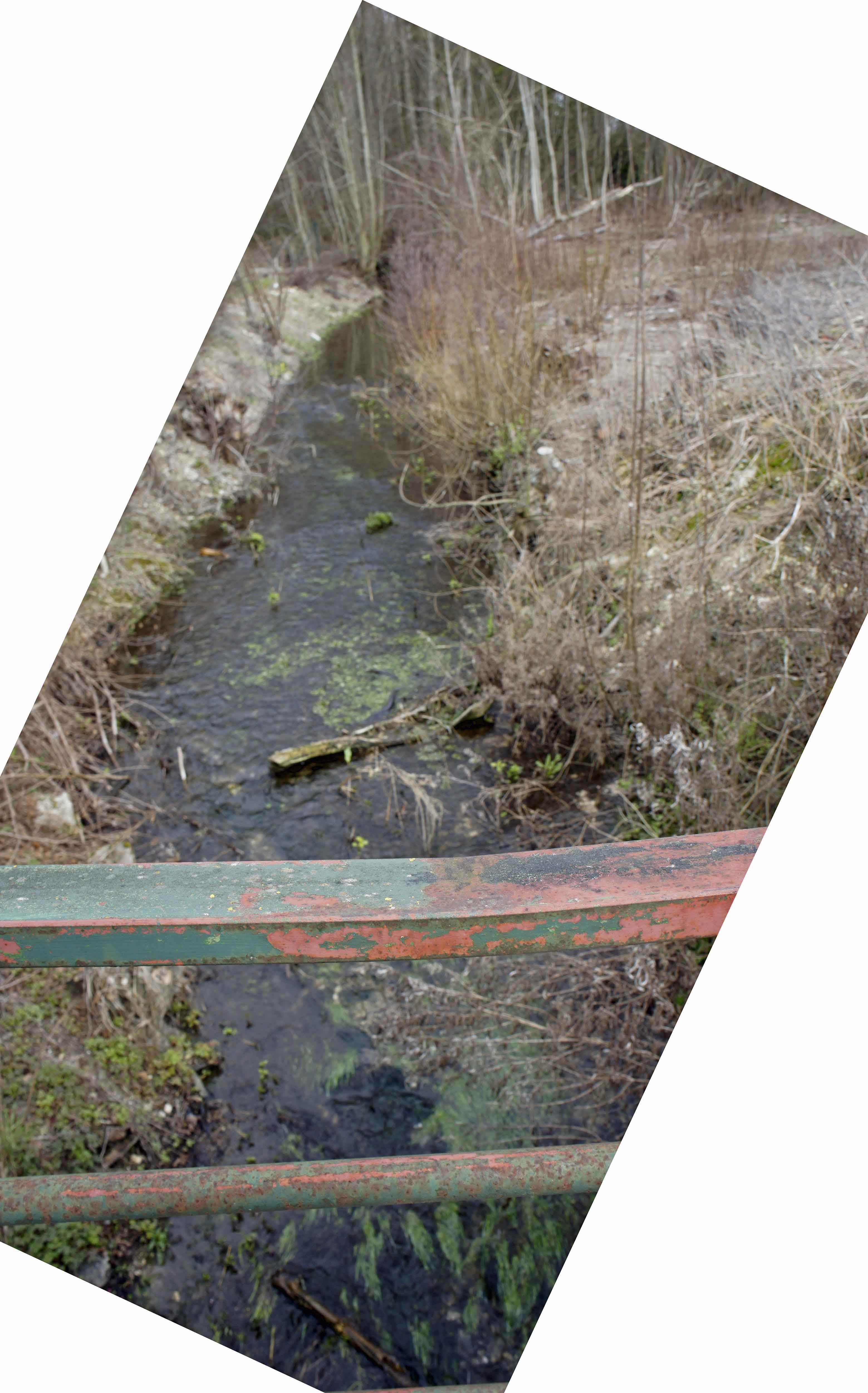
Le Vassignou à Roizy.

## Hydronymie
Le nom de la rivière est attesté sous les formes Roton, Routon, Reton, Ronton.

### Toponymes
La Retourne a donné son nom aux communes de Ville-sur-Retourne et Le Châtelet-sur-Retourne.

## Hydrologie

### La Retourne à Houdilcourt

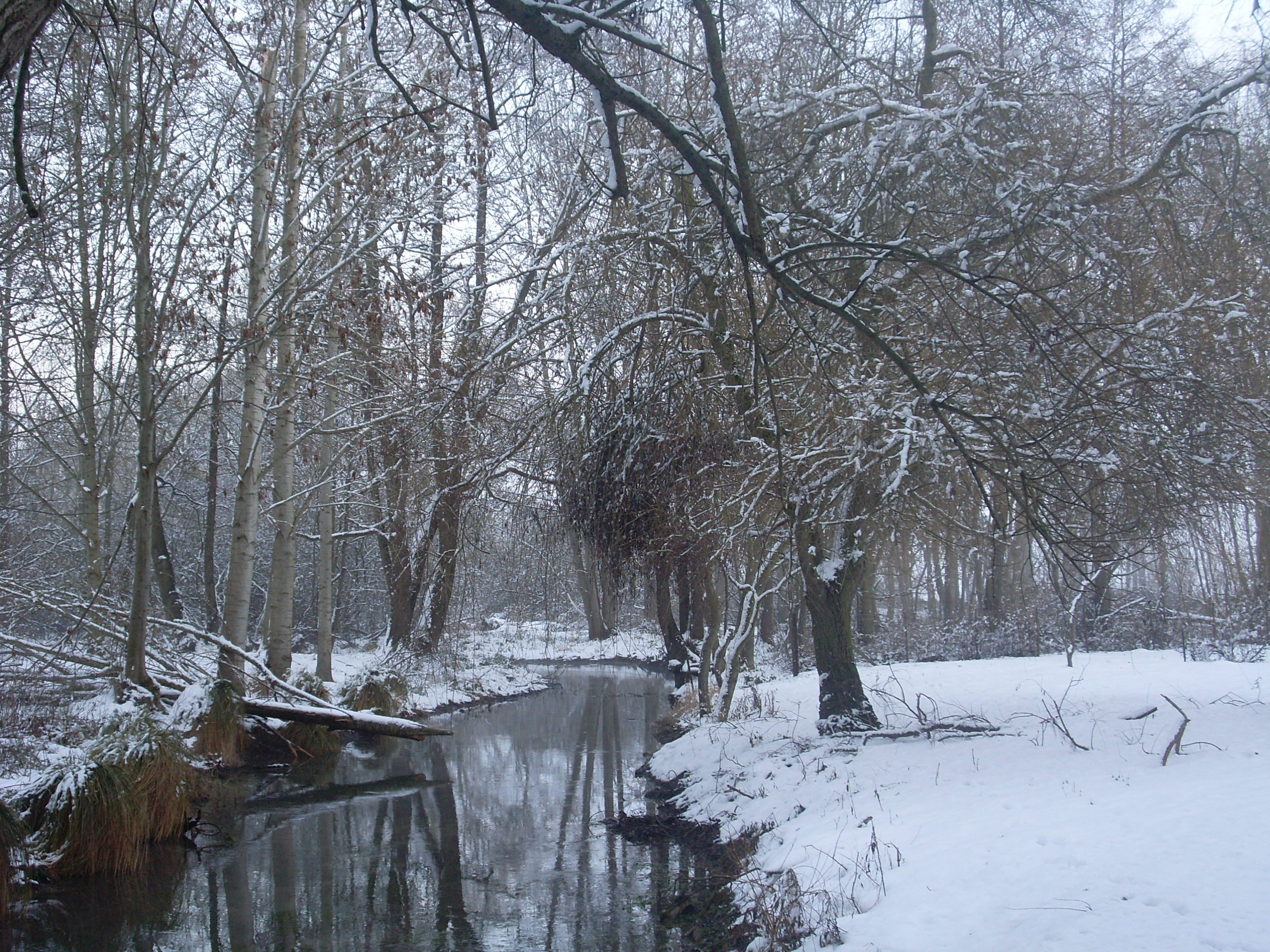
La Retourne à Ville-sur-Retourne l'hiver.

La Retourne est une rivière peu abondante, comme la plupart des cours d'eau issus de la partie crayeuse de l'ancienne région de Champagne-Ardenne. Son débit a été observé sur une période de 30 ans (1970-1999), à Houdilcourt, localité du département des Ardennes située peu avant son confluent avec l'Aisne. Le bassin versant de la rivière y est de 322 km2, soit la quasi-totalité de ce dernier.
Le module de la rivière à Houdilcourt est de 1,59 m3/s.
La Retourne présente des fluctuations saisonnières de débit peu marquées, avec des hautes eaux d'hiver-printemps portant le débit mensuel moyen à un niveau situé entre 1,92 et 2,65 m3/s, de janvier à mai inclus (avec un maximum en mars et surtout avril), et des basses eaux de fin d'été-début d'automne, de la mi-juillet à octobre inclus, avec une baisse du débit moyen mensuel jusqu'à 0,72 m3/s au mois de septembre, ce qui reste très appréciable pour une petite rivière à faible débit.
Ce régime est typique des cours d'eau de la Champagne crayeuse : une grande partie des précipitations automnales et hivernales s'infiltrent dans le sol calcareux y alimentant d'importantes nappes d'eau, laquelle est remise en circulation plus tard par de nombreuses sources, au moment où la nappe atteint son niveau maximal (au printemps). C'est également le régime de rivières comme la Suippe, la Vesle, la Soude, et d'autres encore.

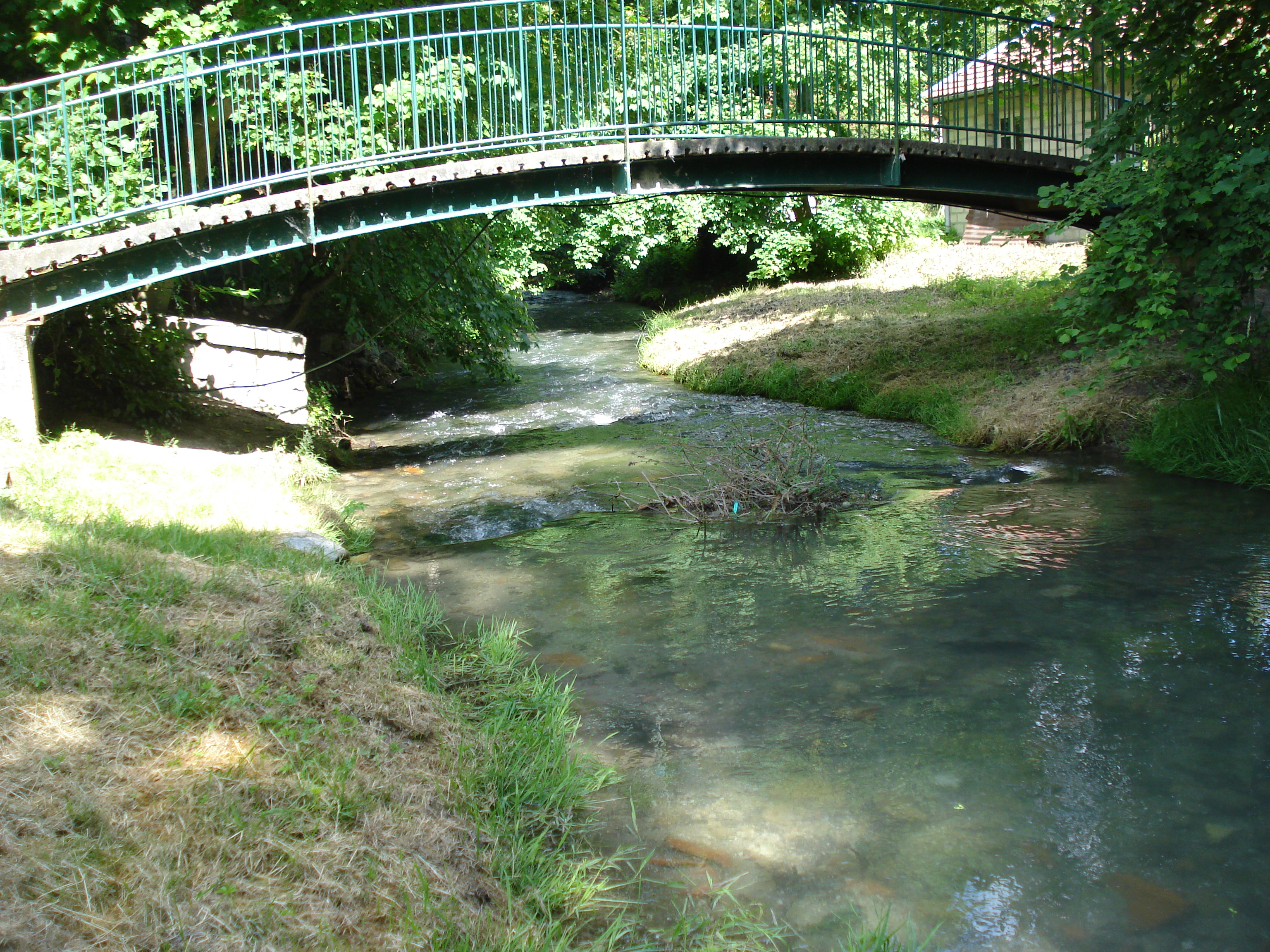
La Retourne à Juniville.

### Étaige ou basses eaux
À l'étiage cependant, le VCN3 peut chuter jusque 0,05 m3/s, en cas de période quinquennale sèche, soit 50 litres par seconde, ce qui peut être considéré comme sévère, et résulte de l'abaissement de la nappe souterraine, dont la rivière se nourrit en grande partie.

### Crues
Les crues sont fort peu importantes, une caractéristique partagée par les rivières voisines. Les QIX 2 et QIX 5  valent respectivement 2,8 et 4 m3/s. Le QIX 10 est de 4,8 m3/s, le QIX 20 de 5,5 m3/s, tandis que le QIX 50 ne monte qu'à 6,5 m3/s.
Ces caractéristiques de débits de crue fort atténués sont comparables à ceux de la Suippe, rivière voisine bénéficiant de conditions climatiques et pédologiques équivalentes.
Le débit instantané maximal enregistré à Houdilcourt durant cette période, a été de 7,55 m3/s le 13 février 1988. En comparant cette valeur à l'échelle des QIX de la rivière, on constate que cette crue était plus importante que la crue cinquantennale calculée ou QIX 50, et donc plutôt exceptionnelle.

### Lame d'eau et débit spécifique
La Retourne n'est pas une rivière très abondante. La lame d'eau écoulée dans son bassin versant est de 156 millimètres annuellement, ce qui est fort inférieur à la moyenne d'ensemble de la France tous bassins confondus, et aussi à la moyenne des bassins de l'Aisne (260 millimètres par an), et de la Seine (plus ou moins 240 millimètres par an). Le débit spécifique de la rivière (ou Qsp) affiche de ce fait un chiffre faible : 5,0 litres par seconde et par kilomètre carré de bassin.

## Galerie

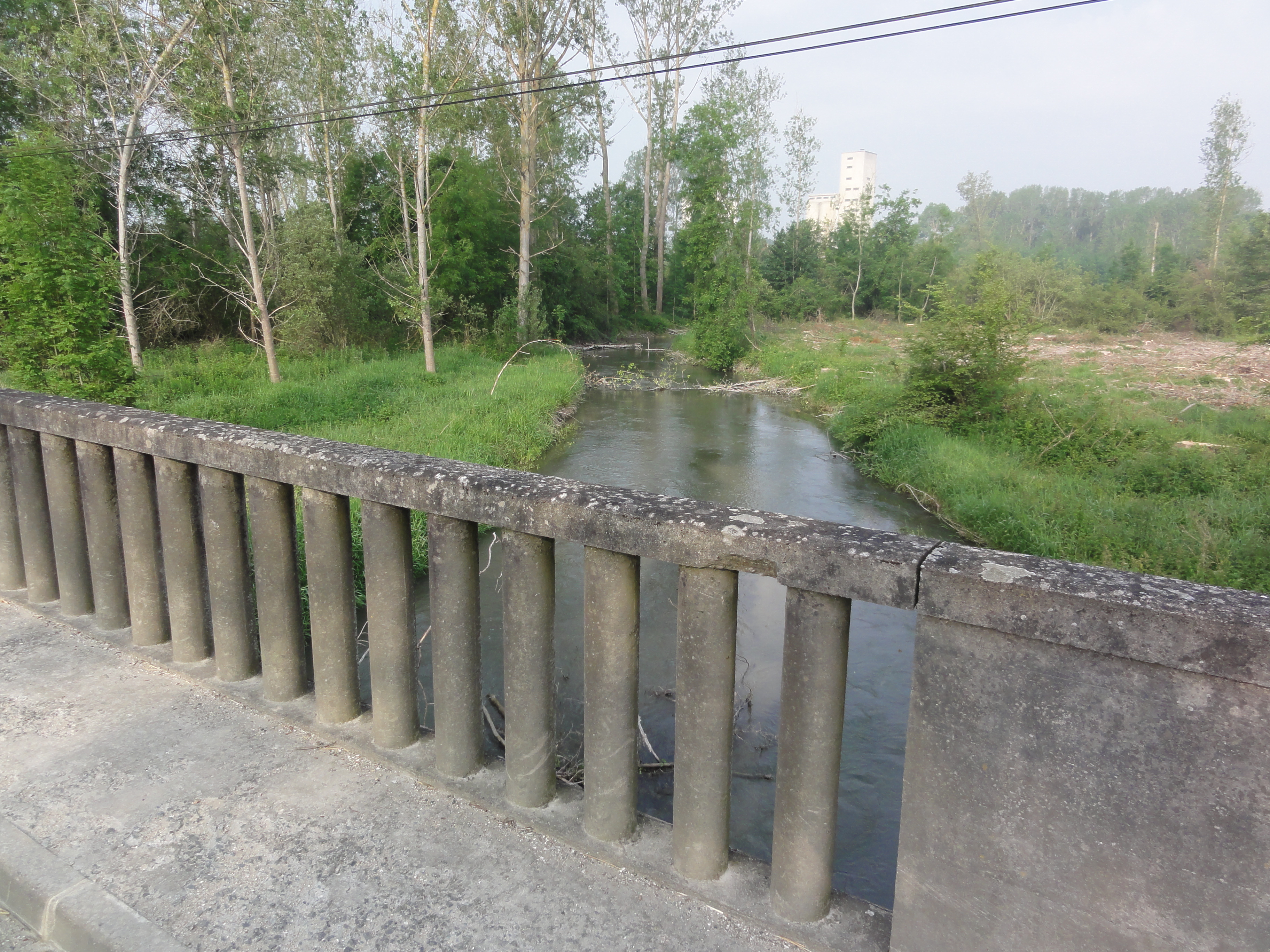
Brienne-sur-Aisne : la Retourne, parapet du pont.
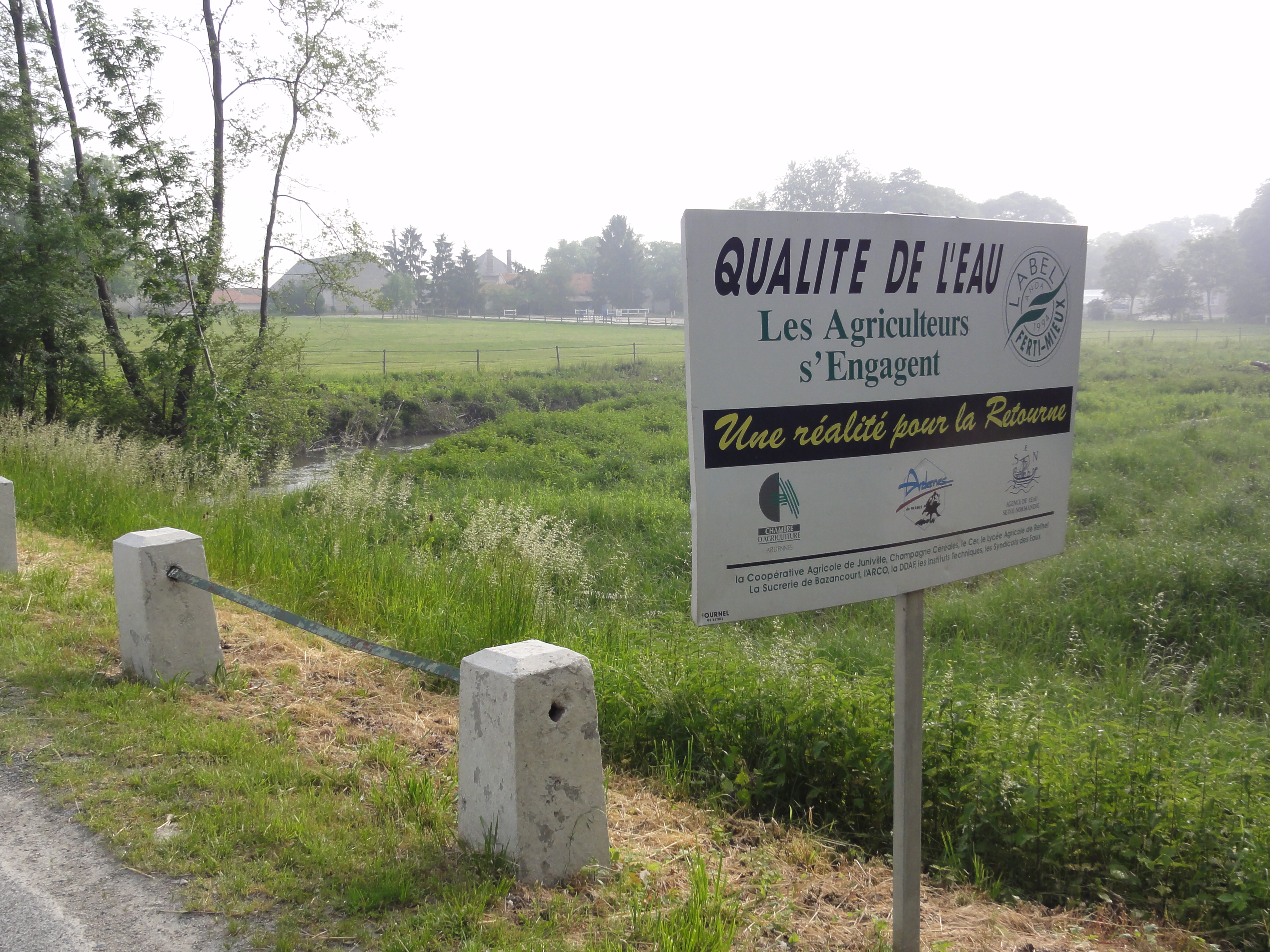
Brienne-sur-Aisne : la Retourne, qualité de l'eau.
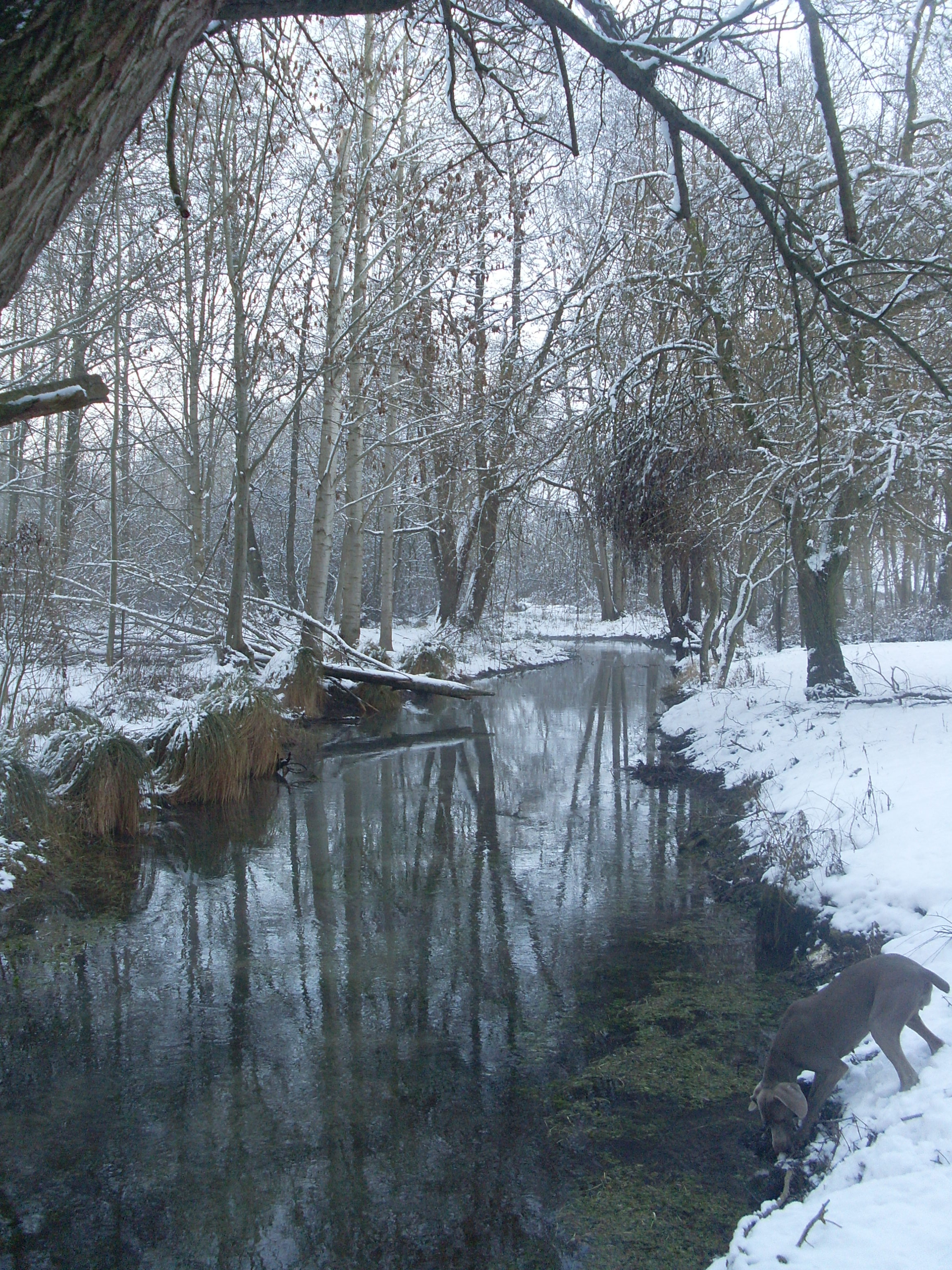
La Retourne à Ville-sur-Retourne l'hiver.
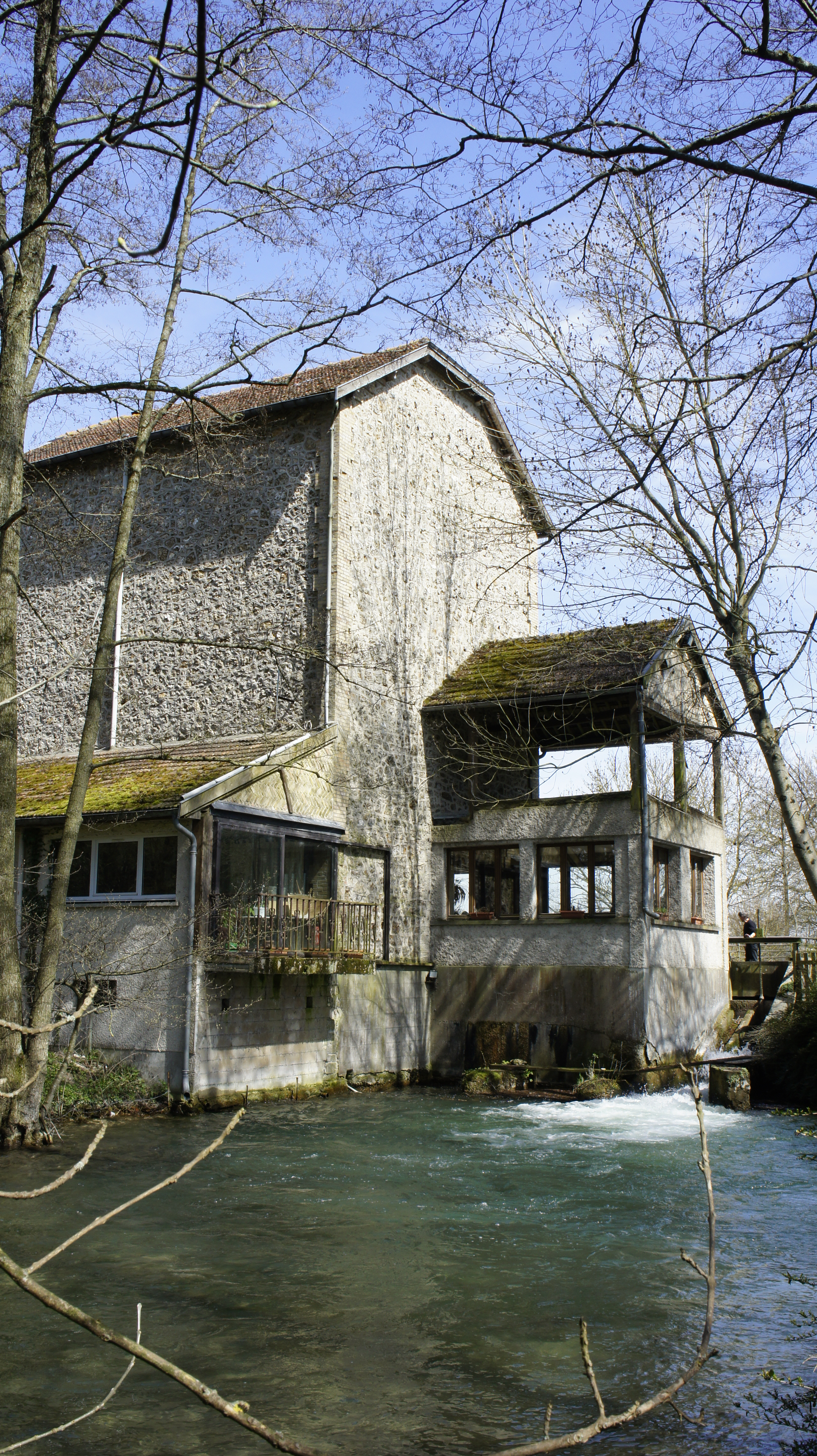
Le moulin de la Chut à Juniville.
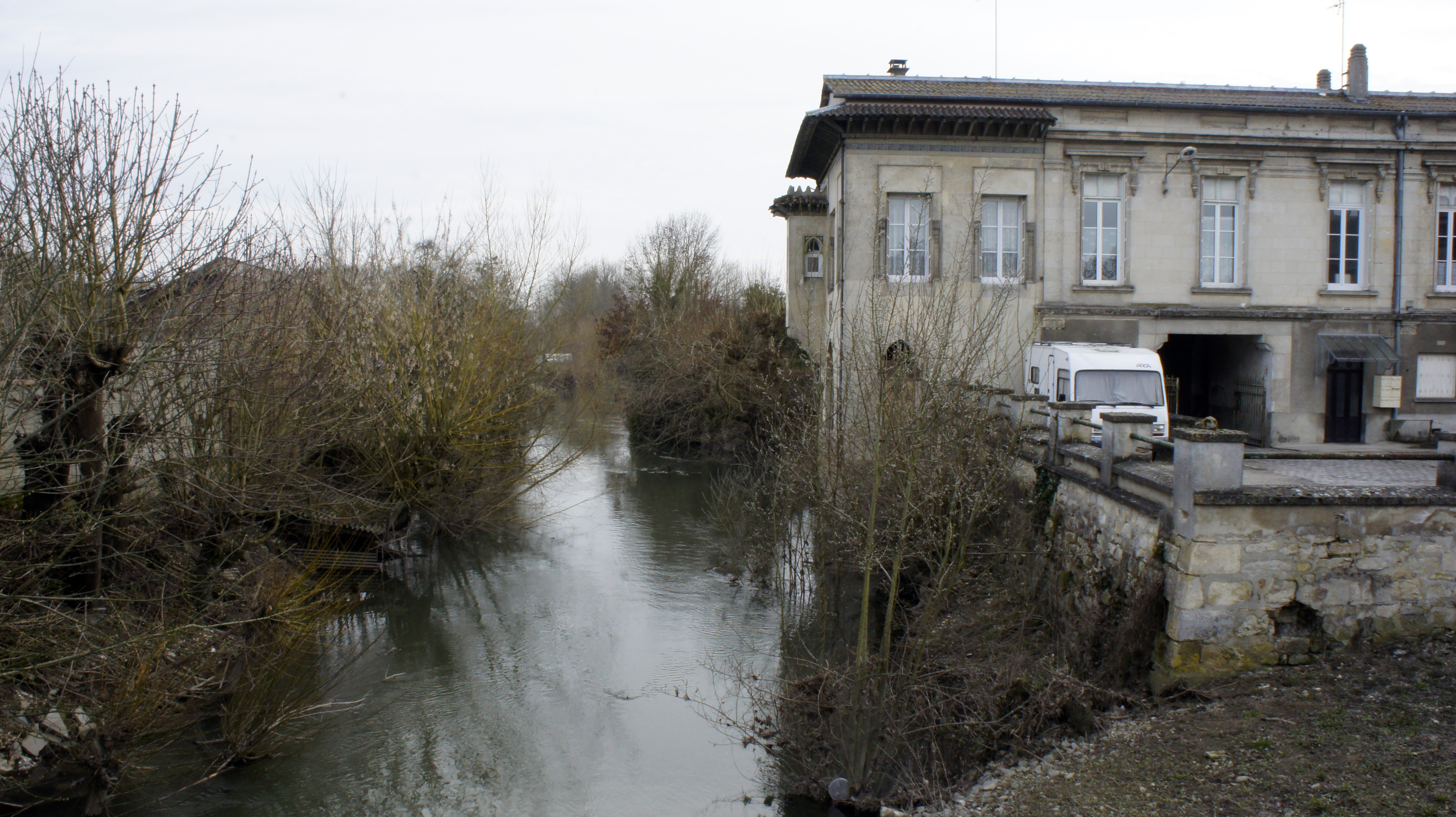
La Retourne à Neufchatel-sur-Aisne et sur la droite le château.
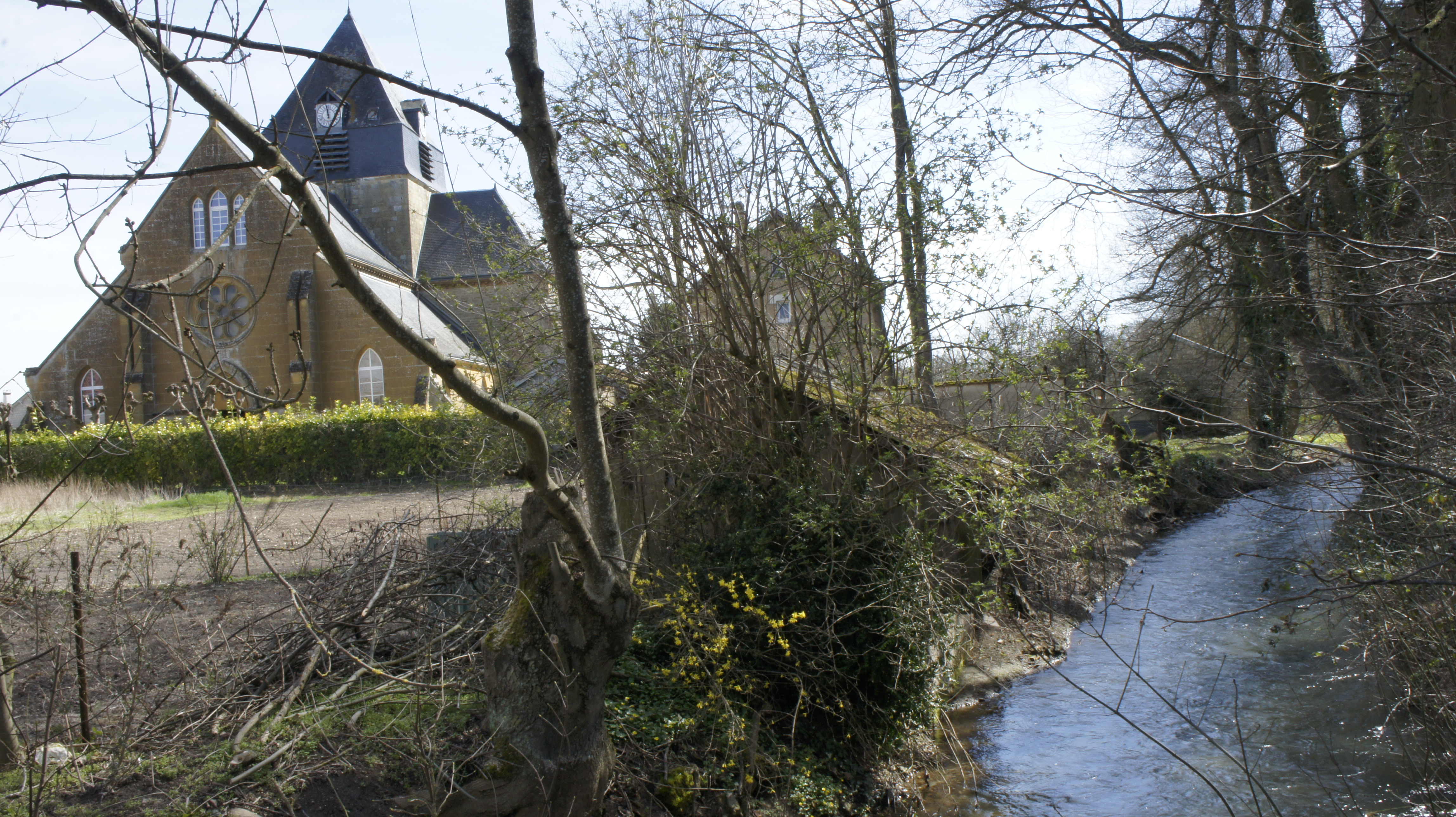
L'église, façade occidentale et la Retourne de Juniville.